# Jaguaré (bairro)
Jaguaré é um bairro situado na zona oeste do município de São Paulo pertencente ao distrito de Jaguaré. Seu tecido urbano é, na maior parte, formado por casas térreas ou sobrados, comércios e alguns edifícios. Tem comércio bastante ativo, destacando-se a avenida Presidente Altino, que abriga muitos bancos, mercados e lojas. É a zona do distrito que tem menos construções em andamento. É classificado pelo CRECI como "Zona de Valor D", assim como outros bairros da capital: Casa Verde, Carandiru e Brás.

## Etimologia
O bairro é chamado assim por ser o centro do distrito, tendo, assim, o mesmo nome. O nome "Jaguaré" deve-se ao ribeirão homônimo, que nascia em Osasco e cortava a região até desembocar no rio Pinheiros. Existem duas hipóteses para o significado de "Jaguaré"ː
- teria sua origem no tupi antigo îagûarema, que significa "cão fedorento" (îagûara, cão e rema, fedorento);[3]
- designaria uma espécie de animal.[3][4]